# Yadira Orozco
Pour les articles homonymes, voir Yadira, Orozco et Pascault.
Yadira Pascault Orozco, née à Mexico, est une actrice et productrice mexicaine.

## Filmographie

### Comme actrice
- 2005 : M.O.R. (court métrage) : la réceptionniste
- 2007 : Las moscas de Lucía (court métrage) : Lucía
- 2010 : Luciana : Doris
- 2010 : Fierce Angel (série télévisée) : Perlita
- 2010 : Cada quien su santo (série télévisée) : Evangelina
- 2010 : It's Not You, It's Me : la propriétaire du chiot
- 2010 : Quiéreme Tonto (série télévisée) : la conductrice (3 épisodes)
- 2011 : Lucho en Familia (série télévisée) : Mayra (2 épisodes)
- 2011 : Aquí entre nos : l'acheteuse
- 2013 : Historias de la Virgen Morena (série télévisée) : Genara
- 2015 : Almas de la Niebla : Fernanda
- 2016 : Juego de héroes : Graciela
- 2013-2016 : Lo Que Callamos Las Mujeres (série télévisée) : Natalia / Miranda / Ana Laura (3 épisodes)
- 2016 : Un Día Cualquiera (série télévisée) : Zoila
- 2017 : Mujeres Rompiendo el Silencio (série télévisée) : Dafne / Aurora Ciprián (2 épisodes)
- 2018 : Son Lux: Slowly (court métrage)
- 2018 : Devoted blood (court métrage) : Ake
- 2018 : Look (court métrage) : Jennie
- 2018 : Poppies (court métrage) : Mary
- 2018 : Justice for All : Cielo
- 2019 : Bride+1 (court métrage) : Lorena

### Comme productrice
- 2002 : Total Rijor (court métrage)
- 2009 : Boogie
- 2010 : Redención
- 2010 : It's Not You, It's Me
- 2010 : Gaturro
- 2013 : 31 días
- 2013 : The Noble Family
- 2014 : Love of My Loves
- 2015 : El cumple de la abuela
- 2016 : Charity
- 2018 : Allá en el Rancho